# مانويل بيريرا (نحات)
مانويل بيريرا (و. 1588 – 1683 م) هو نحات من إسبانيا، والبرتغال، ولد في بورتو، توفي في مدريد، عن عمر يناهز 95 عاماً.